# Qara sus vattenfall

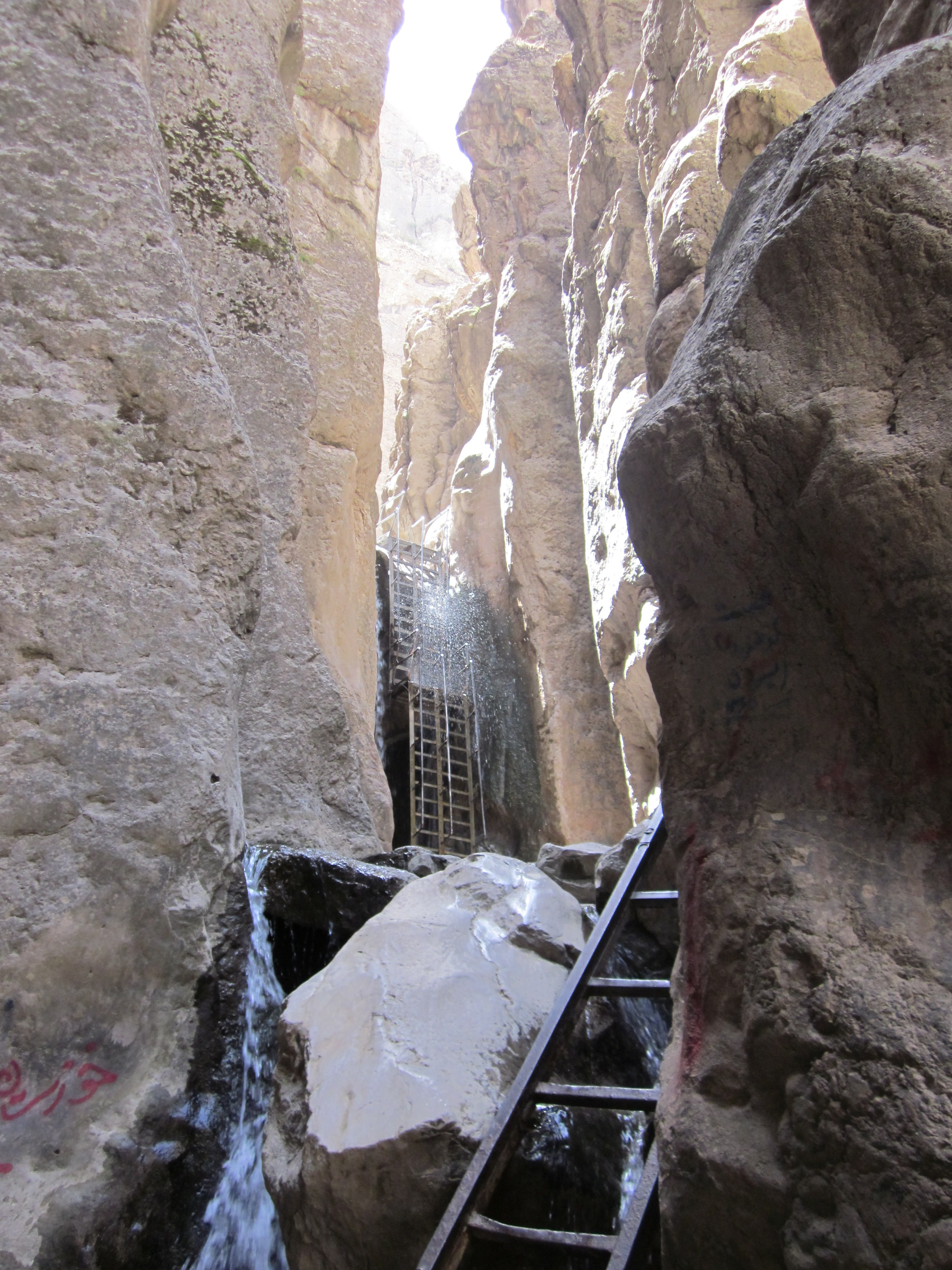
Qara sus vattenfall.

Qara sus vattenfall (persiska: آبشار قره‌سو) ligger i Qara sus dal, som ligger nära Kalat-e Naderi i Razavikhorasan i Iran. Detta berg har rikligt med vatten och är en attraktiv plats för turister.

## Bilder

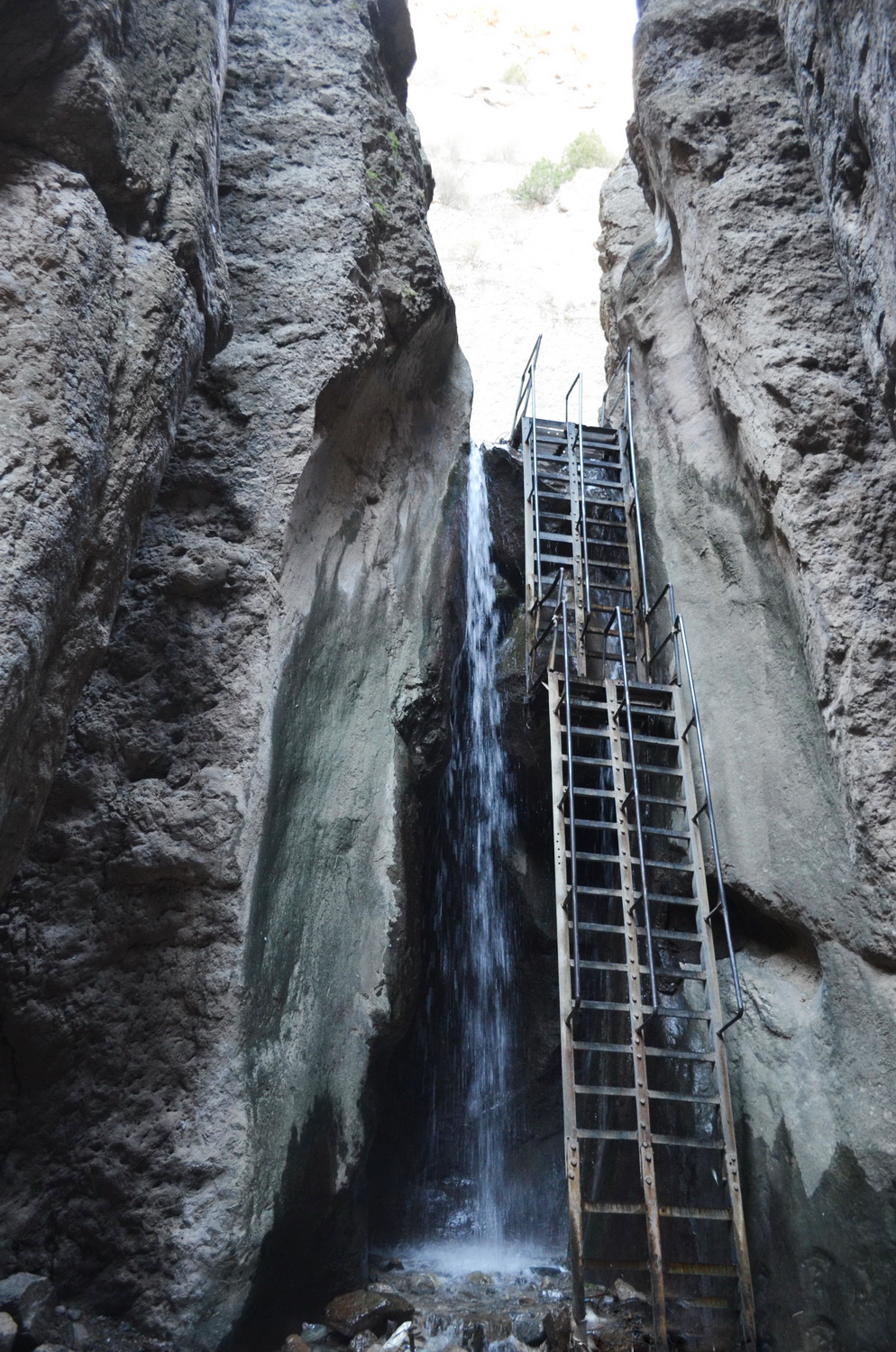
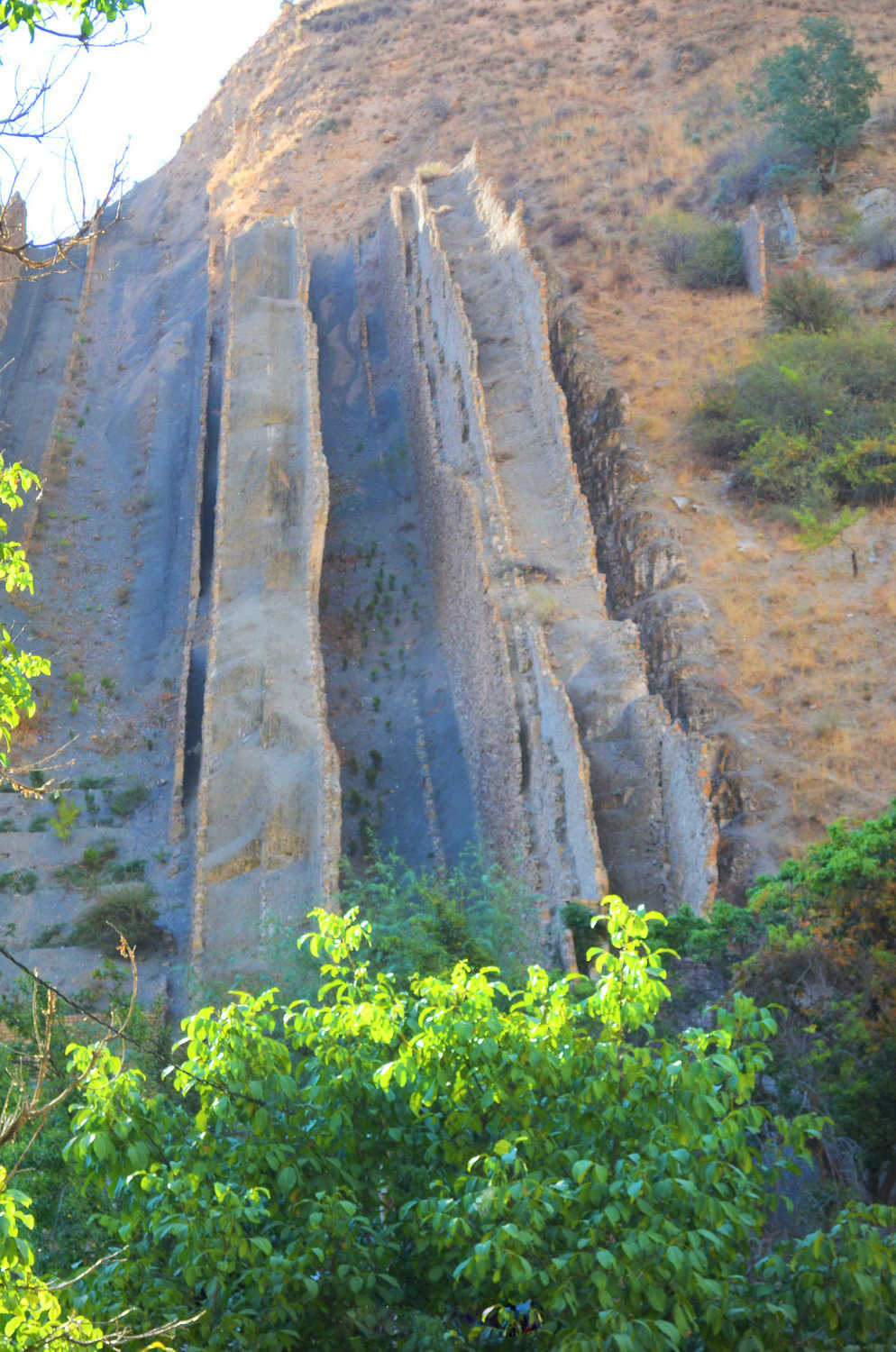
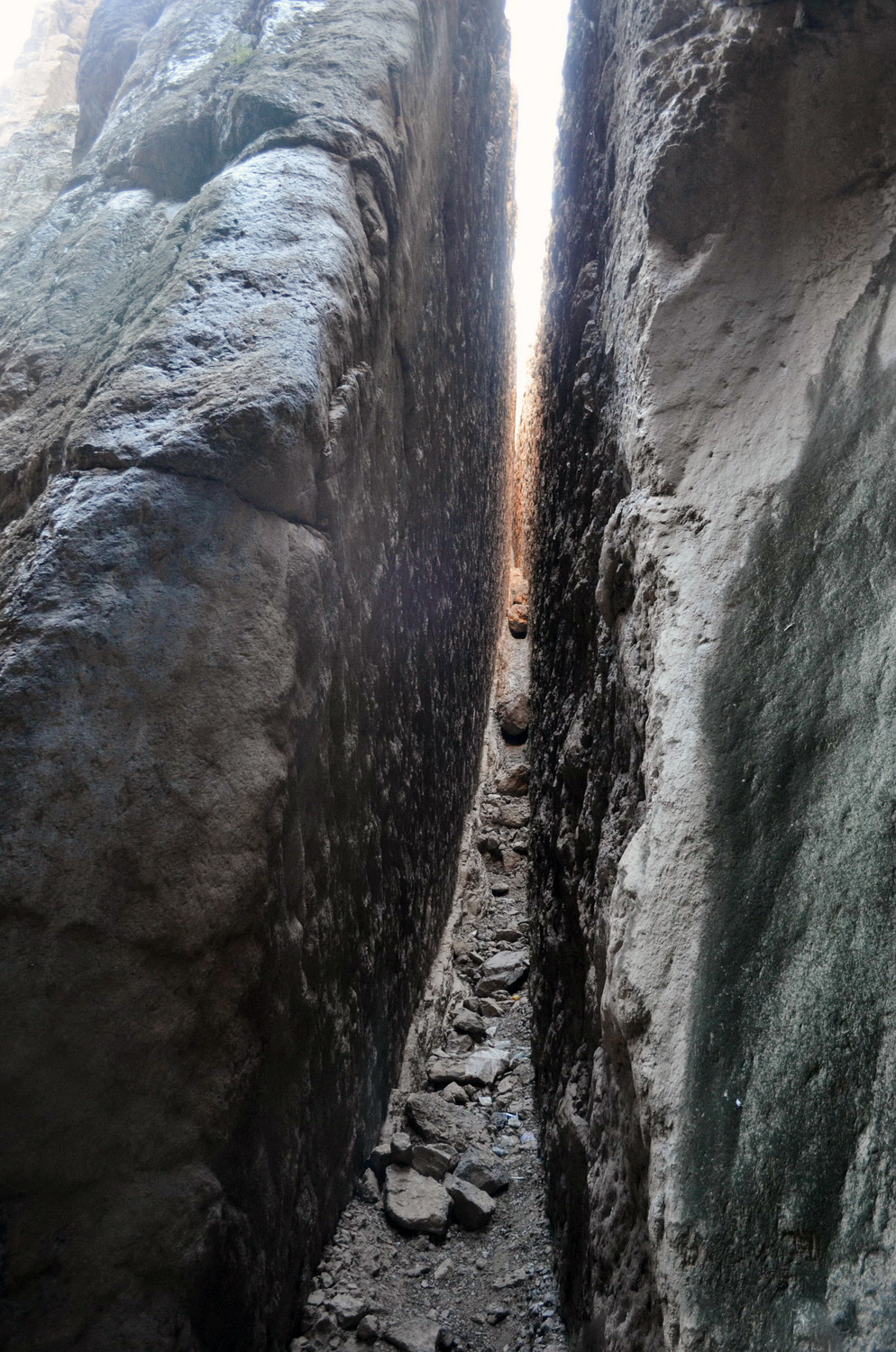